# チョーキング (飲食店)

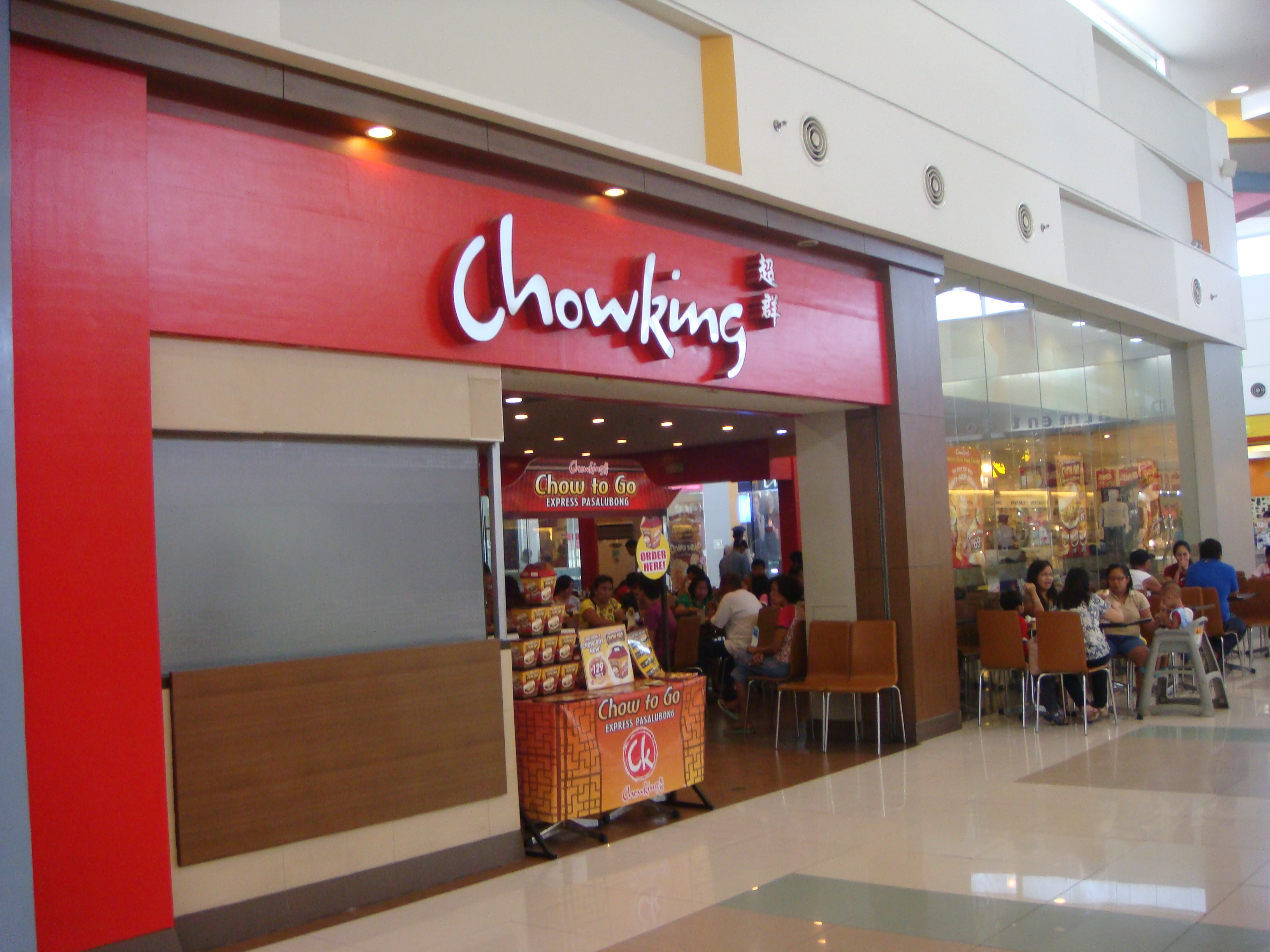
SMシティ・バリウアッグにあるチョーキングの店舗

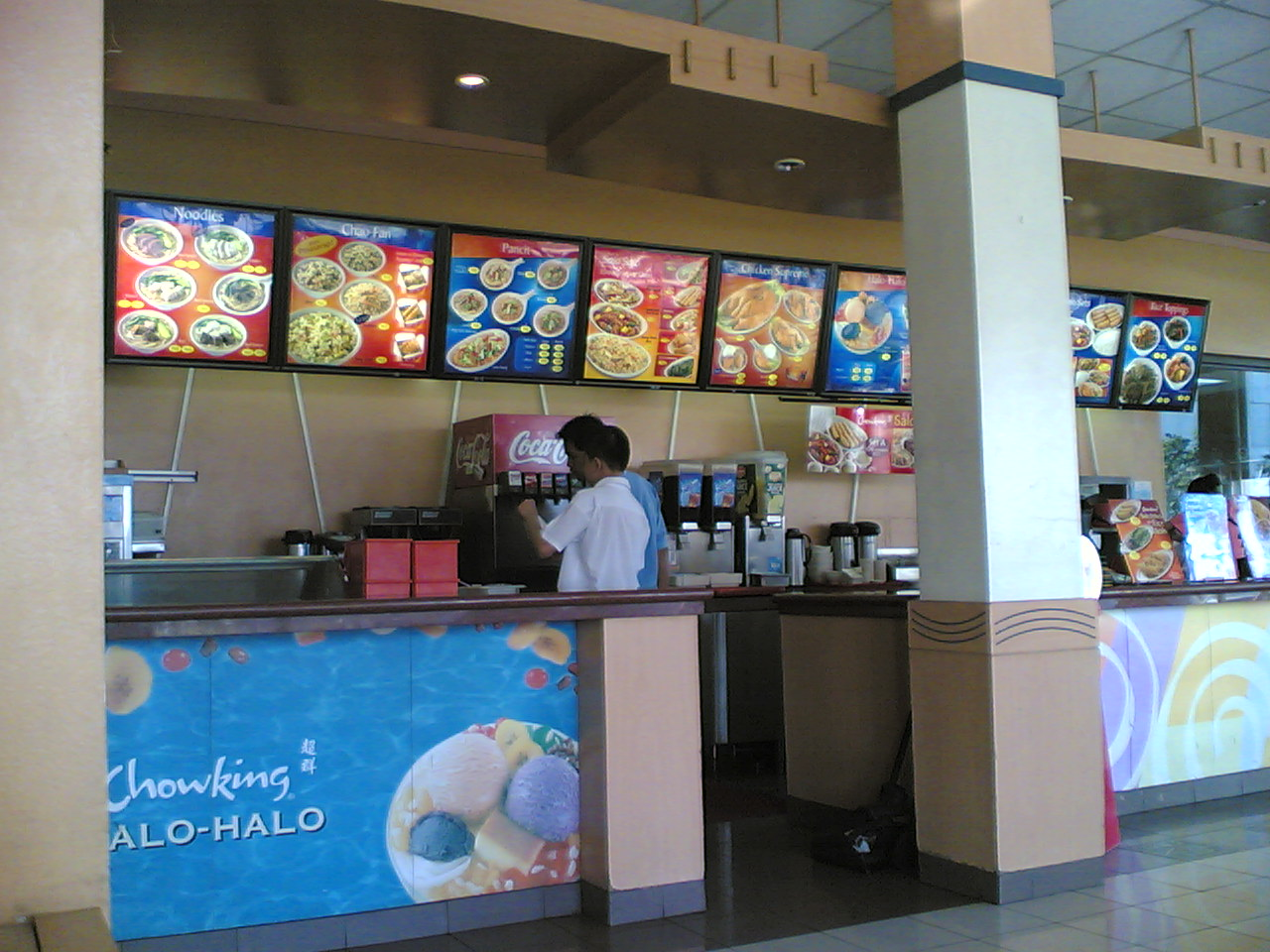
タギッグのフォート・ボニファシオにあるチョーキングの店舗

チョーキング（英語: Chowking、中国語: 超群）とは、フィリピンのファーストフードチェーン店。ジョリビーと同様、ジョリビー・フード・コーポレーションによる運営である。ジョリビーはマクドナルドとケンタッキーフライドチキンと同様のハンバーガーやフライドチキンのチェーンであるのに対し、こちらは中華料理系飲食店のチェーンである。「チョウキング」もしくは「チャウキング」とも呼ばれる。現在はフィリピンの他にアメリカ、中国（香港）、ベトナム、インドネシア、ブルネイ、サウジアラビア、カタール、クウェート、シンガポール、バーレーン、北マリアナ諸島、パプアニューギニア、台湾、UAEに進出している。日本進出も予定している。
ジョリビー・フード・コーポレーションは、ジョリビーとチョーキングのほか、ピザ系チェーンのグリーンニッチ、ケーキ専門店チェーンのレッドリボン、焼き鳥チェーンのマング・イナサル、フィリピンでのバーガーキングやDelifranceのフランチャイズを運営しており、ジョリビーとチョーキングとそれらの店舗が併設されていることも多く、セブ州にはオレンジをイメージしたOrange Brutusや炎をイメージをしたFlame It!に同じく中華料理系飲食店のDimsum Breakも営業をしている。

## メニュー
メニューは中華まんとフライドチキンがメインで、それ以外に炒飯や焼きそばなどを扱っている。フライドチキンについてくるソースはジョリビーと同様のグレイビーソースである。
中華料理以外に、フィリピンの伝統的な食べ物もあるためで特にデザートのハロハロも販売している。